# ディーヴァ (オペラ)
ディーヴァ、ないし、ディーバ（diva、[ˈdiːvə]、イタリア語: [ˈdiːva]）は、成功した女性歌手、特にオペラ界で卓越した存在となっている者を指す表現で、広くは、演劇、映画、ポピュラー音楽などの分野にも拡張して用いられる。ディーヴァの概念は、プリマドンナと密接に結びついている。

## 用例
この言葉が英語に入ってきたのは19世紀後半であった。元々はイタリア語の名詞で「女神」を意味する「diva」に由来する。英語における複数形は「divas」であるが、イタリア語では「dive [ˈdiːve]」となる。その基本的な意味は「女神」であり、ラテン語で、死後に神と崇められる男性を意味する「dives」（イタリア語の「divo」）の女性形、時として「神」を意味するラテン語「deus」の女性形と説明される。
イタリア語では男性形の「divo」もあり、通常は最も優れたテノール歌手たちを指して用いられ、エンリコ・カルーソーやベニャミーノ・ジーリがそう呼ばれた。イタリア語の「divismo」という言葉は、映画産業におけるスター・システムを指す表現である。現代のイタリア語では「diva」や「divo」は、多くの賞賛を集めている有名人のことをもっぱら意味しており、特に映画俳優、女優ら、「（映画）スター」たちを指している。イタリア人女優リダ・ボレッリは、1913年の映画『Love Everlasting』を契機に有名となり、映画界における最初のディーヴァであったとされている。
ディーヴァに寄せられる極端に派手な賞賛は、キャンプ・カルチャーにおける一般的な要素となっている。

### 現代のポピュラー音楽
1992年、歌手アニー・レノックスは、ユーリズミックス解散後初のアルバム『Diva』をリリースした。同年、アン・ヴォーグがアルバム『Funky Divas』をリリースした。1998年には、VH1が、「VH1's Save The Music Foundation」への資金集めのために毎年行われるコンサート「VH1 Divas」が初めて開催された。このコンサートは、世界最高峰の有名なディーヴァたち5人、マライア・キャリー、グロリア・エステファン、セリーヌ・ディオン、シャナイア・トゥエイン、アレサ・フランクリンが出演し、さらに、事前に告知されなかった出演者としてキャロル・キングも登場した。
また、ディーヴァは、気まぐれで気難しいと評判の女性を指す表現としても用いられる。ショー・ビジネスの世界では、「diva attitude（ディーヴァ・アティテュード、ディーヴァのような振る舞い）」という言い回しで、自尊心が強く、一緒に働くのが厄介な人物のことを意味する。